# Буда (Буда-Кошелёвский район)
Буда (бел. Буда) — посёлок в Липиничском сельсовете Буда-Кошелёвского района Гомельской области Беларуси.

## География

### Расположение
В 12 км на север от районного центра и железнодорожной станции Буда-Кошелёвская (на линии Жлобин — Гомель), 60 км от Гомеля.

## Транспортная сеть
Транспортные связи по просёлочной, затем автомобильной дороге Чечерск — Буда-Кошелёво.
Деревянная застройка вдоль короткой прямолинейной широтной улицы.

## История
Основана в начале XX века переселенцами с соседних деревень. В 1925 году в Липиничском сельсовете Буда-Кошелёвского района Бобруйского округа. В 1930 году жители деревни вступили в колхоз. В 1959 году в составе колхоза «Заря» (центр — деревня Липиничи).

## Население

### Численность
- 2004 год — 6 хозяйств, 14 жителей.

### Динамика
- 1925 год — 18 дворов.
- 1959 год — 70 жителей (согласно переписи).
- 2004 год — 6 хозяйств, 14 жителей.